# Henry Plée

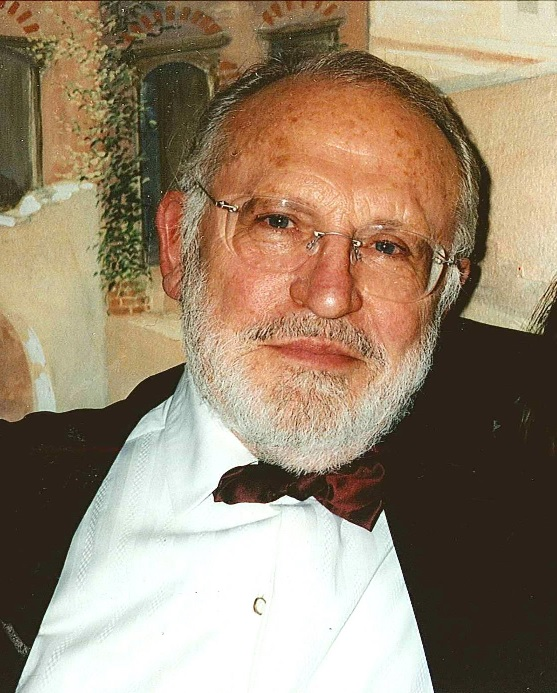
Henry Plée

 Henry Plée (Arrás, 24 de mayo de 1923 − París, 19 de agosto de 2014) fue uno de los pioneros del karate en Francia, que debutó durante la década de los años 50.
En 1954 fundó su propia escuela, dirigida principalmente a París, sobre diferentes artes marciales como judo, karate, aikidō y kendō. Henry Plée fue el principal difusor de este arte marcial durante la década de los años 50, con los primeros expertos japoneses.